# Flannan Isles
Flannan Isles är öar i Storbritannien.   De ligger i kommunen Yttre Hebriderna och riksdelen Skottland, i den nordvästra delen av landet, 900 km nordväst om huvudstaden London. Arean är 0,59 kvadratkilometer. 